# Epilissus ruteri
Epilissus ruteri là một loài bọ cánh cứng trong họ Bọ hung (Scarabaeidae).